# Hylesia approximans
Hylesia approximans är en fjärilsart som beskrevs av Walker 1855. Hylesia approximans ingår i släktet Hylesia och familjen påfågelsspinnare. Inga underarter finns listade i Catalogue of Life.